# Praça da Constituição (Bucareste)
A Praça da Constituição (em romeno: Piața Constituției) é uma das maiores praças do centro de Bucareste, a capital da Roménia. A praça tem a forma dum semicírculo cuja parte reta, onde se ergue o Palácio do Parlamento (o maior edifício da Europa), é constituída Bulevar da Liberdade (Bulevardul Libertății), que limita a praça a ocidente. No centro da parte curva, no lado oriental, fica a extremidade do Bulevar da União (Bulevardul Unirii). 
A praça é frequentemente usada para a realização de paradas oficiais e concertos com várias dezenas de milhares de espectadores. Entre os eventos que ali são realizados anualmente destacam-se a festa de passagem de ano organizada pelo município e as comemorações no Dia da Roménia. No mês de dezembro é organizado um mercado de Natal e é montada uma grande árvore de Natal, que em 2017 tinha 30 metros de altura.